# Ludwig Wilhelm Minlos

Ludwig Wilhelm Minlos

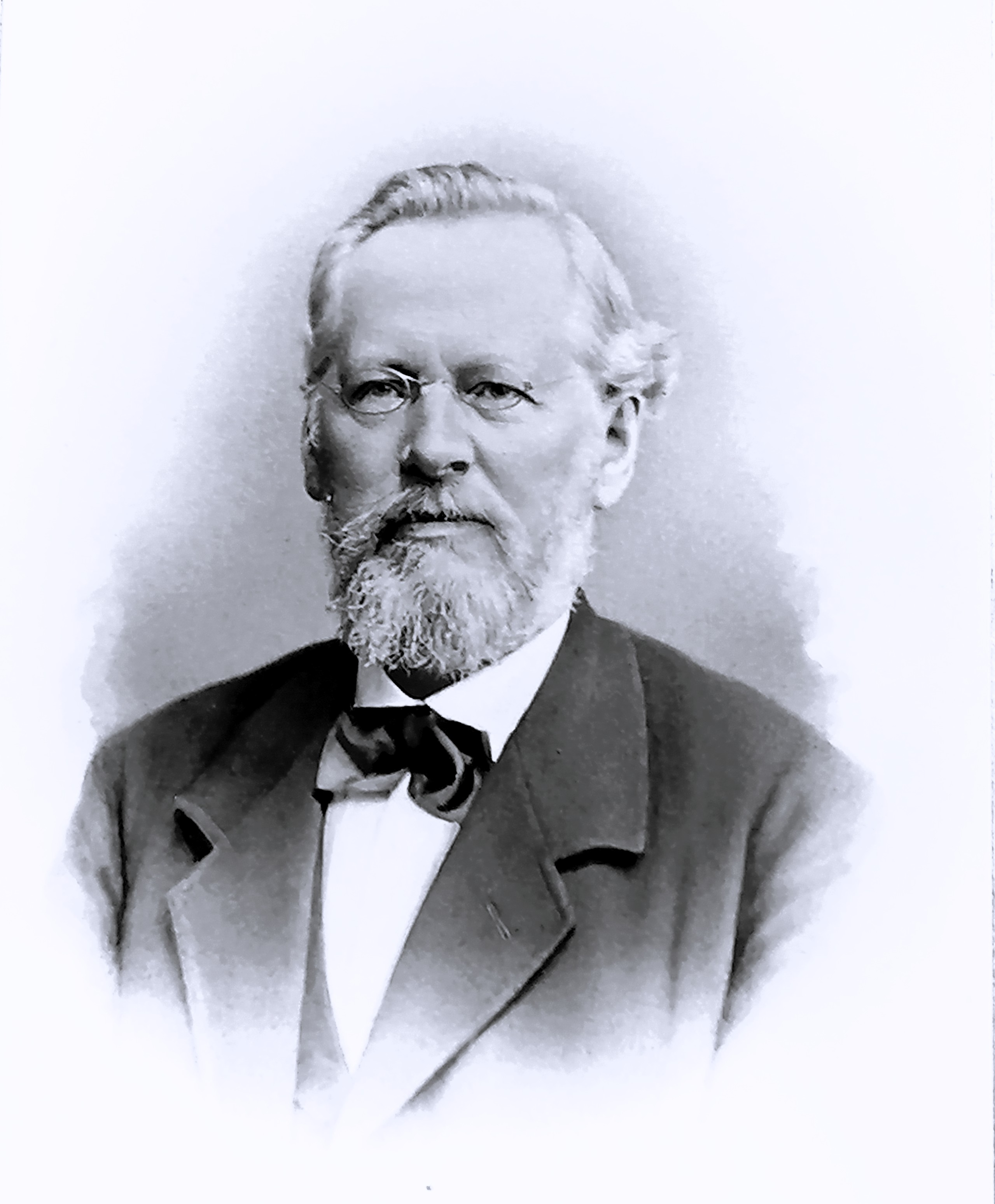
Erwählter Senator

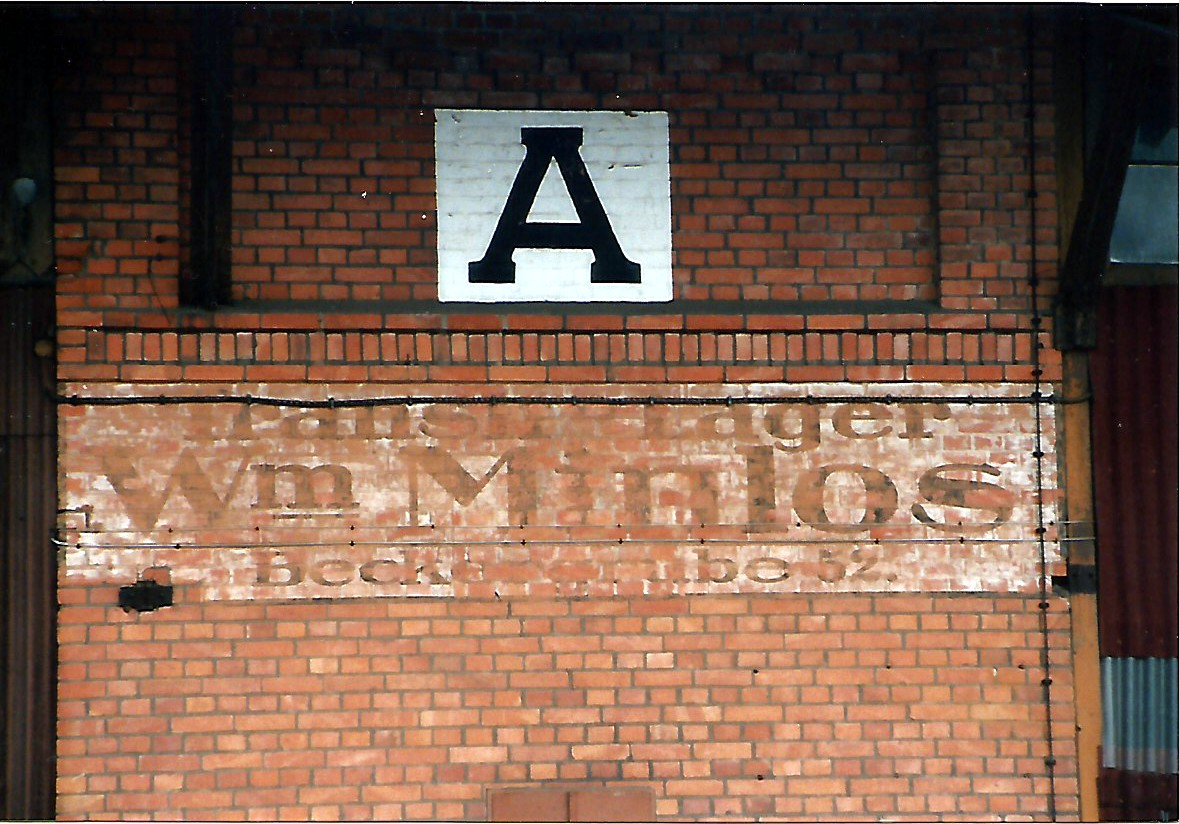
Verblasstes Firmenschild des Unternehmens Wilhelm Minlos an Speicher A auf der Nördlichen Wallhalbinsel

Ludwig Wilhelm Minlos (* 23. April 1826 in Lübeck; † 25. Juli 1895 in Bonn) war Kaufmann und Senator der Hansestadt Lübeck.

## Leben

### Herkunft
Minlos war der Sohn des Lübecker Kaufmanns Wilhelm Minlos. Während seiner Tätigkeit in St. Petersburg verstarb 1852 sein Vater und 1854 seine Mutter.

### Laufbahn
Nachdem er zuerst die Großheim'sche Realschule und dann das Katharineum besucht hatte, begann er Ostern 1841 als Lehrling im Handlungshaus Haltermann & Brattström Zu seiner weiteren kaufmännischen Ausbildung, das En Gros-Geschäft mit Kolonialwaren, trat er Ostern 1846 als Kommis in das Haus Ebeling & Co. in Rotterdam ein. Dann arbeitete er im Schiffsmaklergeschäft von Bergh fils in Antwerpen, war in Riga im Hause Wm. Strauß & Co. tätig und etablierte sich in Sankt Petersburg als Agent für auswärtige Häuser.
Nach dem Tode seiner Mutter kehrte Minlos nach Lübeck zurück und übernahm am 1. Januar 1855 das väterliche Handelsunternehmen in Firma Wilhelm Minlos. Neben diesem wendete er seine Aufmerksamkeit vielfach industriellen Unternehmungen zu und gab dadurch maßgebliche Impulse für Lübeckische Fabrik- sowie andere Unternehmungen. So war er Besitzer der verpachteten Glashütte in der Vorstadt St. Gertrud, Begründer und Hauptinteressent der Dampfsägemühle in der Lachswehrallee, Mitbegründer der Lübecker Feuerversicherungsgesellschaft, Korrespondentreeder der Dampfschiffe Henriette, Nautilus, Alfred, Freihandel, u. a. geworden.
Dies sollte natürlich nicht ohne Anerkennung bleiben. So wurde er bürgerlicher Deputierter bei dem Departement für Indirekte Steuern und beim Finanzdepartement, ab 1867 war er Mitglied der Lübecker Bürgerschaft und von 1868 bis 1870 auch Mitglied des Bürgerausschusses. Als Mitglied der Kaufmannschaft zu Lübeck war er (1860–66 und 868-71) Mitglied der Handelskammer zu Lübeck und als solches Stellvertreter vom Präses derselben, zudem mehrerer andere öffentlicher Institute und Vereine.
Mit seiner in kaufmännischen Kreisen nicht gewöhnlichen Begabung, seine Ansichten in Wort und Schrift überzeugend darzulegen, hatte Minlos sich auch in der heimischen Presse mehrfach verdient gemacht. Außerdem bekleidete er die Ämter des Großherzogtum Oldenburgischen Konsuls und des Königlich Spanischen Vizekonsuls.
A 12. Juni 1871 wurde Minlos zum Senator erhoben. Als solcher ist er Präses des Departements für Indirekte Steuern gewesen, Mitglied der Kommission für Handel und Schiffahrt, der Schuldeputation für das Katharineum, in der Baudeputation stand er an der Spitze des Lotsenwesens, in der Zentral-Armen-Deputation und der Rechnungsrevisions-Deputation. Im Frühjahr 1877 entschloss er sich, aus gesundheitlichen Gründen, von dem ihm verfassungsmäßig zustehenden Recht des Austrittes aus dem Senat Gebrauch zu machen.
Über ein Jahrzehnt gehörte Minlos, bis zu seiner Wahl in den Senat, der Redaktion der Lübeckischen Blätter an. Auch danach blieb er ihnen als Urheber diverser Artikel erhalten.
Auch nach seinem Ausscheiden aus dem Senat behielt Minlos sein hohes Ansehen in der Stadt. Dies führte dazu, dass man ihn 1880 für die Vertretung der Freien und Hansestadt Lübeck im Reichstag nach der nächsten Wahl, Reichstagswahl 1881, als Kandidaten zu gewinnen suchte. Erst als er erklärte, dass er die Wahl nicht werde annehmen können, ließ man die Absicht fallen.
Ebenfalls aus gesundheitlichen Gründen zog Minlos aus Lübeck nach Bonn, wo er 1894 verstarb. Nach seinem Tode wurde er auf dem Allgemeinen Gottesacker in heimischer Erde beigesetzt. Das Grab existiert nicht mehr.

## Nachwirken
Auch im Zuge der Entwicklung der Vorstädte Lübecks nach der Aufhebung der Torsperre 1864 entfaltete Minlos Interessen. Ihm gehörte am Ende der Roeckstraße ein großer Garten mit Sommerhaus an der Wakenitz, heute Marlistraße 2–10 (gerade). Das klassizistische Sommerhaus im Minlosschen Garten hat sich nicht erhalten. Die Parzellierung des Grundstücks setzte bereits im 19. Jahrhundert ein, als der Architekt Karl von Großheim 1884 eine Villa in der Marlistraße 10 für den Lübecker Weinhändler Carl Tesdorpf errichtete, die heute von der DRK-Schwesternschaft Lübeck e. V. mit der Nachbarbebauung als Fachkrankenhaus für Geriatrie genutzt wird.
Am östlichen Traveufer erwarb Ludwig Minlos ebenfalls im Stadtteil St. Gertrud ein großes Parkgrundstück flussabwärts der Ballastkuhle, heute Glashüttenweg 15. Der Park wurde im unteren Teil durch das Ostseesturmhochwasser 1872 zerstört und der obere Teil anschließend sich selbst überlassen, später Gewerbegebiet.

## Einzelbelege
1. ↑   Friedhofsposition: L/31/2
2. ↑  Zimmermann, S. 75 ff.
3. ↑  DRK-Schwesternschaft Lübeck
4. ↑  Uwe Müller: St. Gertrud, Lübeck 1986, S. 34.

| Personendaten    | Personendaten                                                        |
| ---------------- | -------------------------------------------------------------------- |
| NAME             | Minlos, Ludwig Wilhelm                                               |
| KURZBESCHREIBUNG | Lübecker Kaufmann und Senator und Mitglied der Lübecker Bürgerschaft |
| GEBURTSDATUM     | 23. April 1826                                                       |
| GEBURTSORT       | Lübeck                                                               |
| STERBEDATUM      | 25. Juli 1895                                                        |
| STERBEORT        | Bonn                                                                 |